# Liste des automobiles Bugatti
Pour un article plus général, voir Bugatti.
Cet article liste l'ensemble des automobiles Bugatti développée par le constructeur français homonyme.

## Liste
| Nom                  | Années    | Nombre produit | Moteur         | Notes |
| -------------------- | --------- | -------------- | -------------- | --- |
| Type 1               | 1899      |                |                | Design par Ettore Bugatti et produite par Prinetti & Stucchi |
| Type 2               | 1900–1901 |                | 3 050 cm3 I4   | |
| Type 5               | 1903      |                | 12 867 cm3 I4  | |
| Type 8               | 1907      |                |                | Design par Ettore Bugatti et produite par Deutz Gasmotoren Fabrik |
| Type 9               | 1907      |                |                | Design par Ettore Bugatti et produite par Deutz Gasmotoren Fabrik |
| Type 10              | 1908      |                | 1 131 cm3 I4   | SOHC ; arriva seconde au Grand Prix de France en 1911 |
| Type 13              | 1910–1914 | 5              | 1 368 cm3 I4   | SOHC 4-soupapes ; placées 1,2,3,4 dans la Coupe des Voiturettes 1920 à Brescia |
| Type 15              | ?         | ?              | 1 368 cm3 I4   | Variante de la Type 13 |
| Type 17              | ?         | ?              | 1 368 cm3 I4   | Variante de la Type 13 |
| Type 18              | 1912–1914 | 6 ou 7         | 5 030 cm3 I4   | 3-soupapes |
| Type 19              | 1911      | 1              | 855 cm3 I4     | Prototype ; Peugeot achète la licence de la Type 19 pour produire la Peugeot Bébé |
| Type 22              | 1913–1914 | 3              | 1 368 cm3 I4   | Variante de la Type 13, même SOHC moteur 4-soupapes que la « Brescia » |
| Type 23              | 1913–1914 | 32             | 1 368 cm3 I4   | Variante de la Type 13, 2-soupapes version du moteur « Brescia » |
| Type 28              | 1920–1921 |                |                | |
| Type 29              | 1922–1926 |                | 1 991 cm3 I8   | SOHC 3-soupapes, 45 kW ; seconde place au Grand Prix de France 1922 |
| Type 30              | 1922–1926 | 8              | 1 991 cm3 I8   | Même moteur que Type 29 ; aussi 1923 Indy |
| Type 32              | 1923      |                | 1 991 cm3 I8   | Même moteur que Type 29 ; modèle « Tank » ; termina troisième au Grand Prix de France 1923 |
| Type 35              | 1924–1930 | 96             | 1 991 cm3 I8   | Moteur dérivé du Type 29 ; 90 ch (67 kW) |
| Type 35 B            | 1924–1930 | 38             | 2 262 cm3 I8   | Stroked Type 29, 101 kW ; gagna le Grand Prix de France 1929 |
| Type 35 Targa Florio | 1924–1930 | 13             | 2 262 cm3 I8   | Type 35 B modifié ; 100 ch (75 kW) ; balaya la Targa Florio de 1925-1929 |
| Type 35 C            | 1924–1930 | 10             |                | Gagna le Grand Prix de France en 1928 et 1930 |
| Type 36              | 1925      |                | 1 493 cm3 I8   | Moteur De-stroked Type 29 |
| Type 37              | 1926–1930 | 212            | 1 496 cm3 I4   | nouveau SOHC 3-soupapes, 45 kW |
| Type 37A             |           | 80             | 1 496 cm3 14   | stroked |
| Type 38              | 1926–1927 |                | 1 991 cm3 I8   | Moteur Type 29 |
| Type 39 A            | 1926–1929 |                | 1 493 cm3 I8   | Moteur Type 36, 89 kW ; gagna le Grand Prix de France 1926 |
| Type 40              | 1926–1930 | environ 800    | 1 496 cm3 I4   | Moteur Type 37 |
| Type 41              | 1927–1933 | 7              | 12 736 cm3 I8  | SOHC 3-soupapes, 224 kW ; La « Royale » |
| Type 43              | 1927–1931 |                | 2 262 cm3 I8   | Type 35 B, 89 kW |
| Type 44              | 1927–1931 | 1 095          | 2 991 cm3 I8   | moteur alésé Type 35 B, SOHC 3-soupapes |
| Type 45              | 1929–1930 | 1              | 3 801 cm3 U16  | 1+1 cam 3-soupapes « U » engine |
| Type 46              | 1929–1936 | 400            | 5 359 cm3 I8   | Nouveau SOHC 3-soupapes, 104 kW |
| Type 49              | 1930–1934 | 470            | 3 257 cm3 I8   | Moteur alésé Type 44 |
| Type 50              | 1930–1934 |                | 4 972 cm3 I8   | Nouveau DOHC 4-soupapes, 168 kW ; voiture de tourisme |
| Type 50 B            | 1937–1939 |                | 4 972 cm3 I8   | 350 kW Type 50 ; sports car |
| Type 50 T            | 1937–1939 |                | 4 972 cm3 I8   | 150 kW Type 50 ; coupé |
| Type 51              | 1931–1935 | 40             | 2 262 cm3 I8   | DOHC 4-soupapes ; gagna le Grand Prix de France 1931 |
| Type 53              | 1931–1932 | 3              | 4 972 cm3 I8   | Type 50, 224 kW |
| Type 54 P            | 1932–1934 | 4 ou 5         | 4 972 cm3 I8   | Type 50, 224 kW |
| Type 55              | 1932–1935 | 38             | 2 262 cm3 I8   | Type 51 engine, 130 ch (97 kW) |
| Type 57              | 1934–1940 |                | 3 257 cm3 I8   | Moteur Bored Type 51, 101 kW ; touring car |
| Type 57 C            | 1937–1940 | environ 750    | 3 257 cm3 I8   | 160 ch (119 kW) ; voiture de course |
| Type 57 G            | 1936–1939 |                | 4 743 cm3 I8   | « Le tank » ; gagna le Grand Prix de France en 1936, et les 24 Heures du Mans en 1937 et 1939 |
| Type 57 S            | 1936–1938 |                | 3 257 cm3 I8   | 130 kW ; « Atlantic » |
| Type 57 S45          | 1936–1939 |                | 4 743 cm3 I8   | |
| Type 57 SC           | 1937–1938 |                | 3 257 cm3 I8   | 150 kW ; « Atlantic » |
| Type 59              | 1934–1936 | 6 ou 7         | 3 257 cm3 I8   | 186 kW |
| Type 64              | 1939      |                | 4 432 cm3 I8   | |
| Type 73              | 1943/1947 |                | 1 488 cm3 I4   | DOHC 3-soupapes |
| Type 101             | 1951      |                | 3 257 cm3 I8   | 101 kW ; Modern touring car |
| Type 251             | 1955–1956 | 3              | 2 486 cm3 I8   | DOHC ; participe au Grand Prix de France 1956 |
| Type 252             | 1957–1962 |                | 2 486 cm3 I8   | Prototype (moteur de la Type 251) |
| Type 253             | 1962      | 1              |                | Prototype (version 4 cylindres de la Type 252) |
| ID90                 | 1990      | 1              | 3 498 cm3 V12  | Prototype, |
| EB110                | 1991-1995 | 139            | 3 499 cm3 V12  | Premier moteur en V de la marque ; participe aux 24 Heures du Mans 1994. Neuf autres EB110 sont également construites par Dauer entre 2001 et 2005.                                                                                   |
| EB112                | 1993      | 4 en présérie  | 5 995 cm3 V12  | Jamais commercialisée (faillite) |
| EB118                | 1998      |                | 6 250 cm3 W18  | Premier concept car à la suite du rachat par le groupe VAG |
| EB218                | 1999      |                | 6 250 cm3 W18  | Concept car |
| EB18/3 Chiron        | 1999      |                | 6 250 cm3 W18  | Concept car |
| EB18/4 Veyron        | 1999      |                | 6 255 cm3 W18  | Concept car, précurseur de la Veyron 16.4 |
| Veyron 16.4          | 2005-2014 | 450            | 7 993 cm3 W16  | 1 001 ch à 1 200 ch |
| 16C Galibier         | 2010      | 1              | 7 993 cm3 W16  | Un seul exemplaire en état de prototype |
| Gangloff             | 2013      | 0              |                | Concept car virtuel |
| Atlantic             | 2015      | 1              | V8             | Prototype inspiré de la Type 57 S, dévoilé en 2020, en même temps que deux autres projets n'ayant pas dépassé le stade de dessin, les Bugatti Veyro Barghetta (de 2008) et Bugatti W16 Coupé « Rembrandt » (de 2015). Parmi d'autres. |
| Vision Gran Turismo  | 2015-2016 | 1              | W16 + 4 turbos | Concept car inspiré de la Type 57 Tank. |
| Chiron               | 2016      | 500            | 7 993 cm3 W16  | 1 500 ch à 1 600 ch; successeur de la Veyron 16.4 |
| Divo                 | 2018      | 40             | 7 993 cm3 W16  | 1 500 ch |
| La Voiture Noire     | 2019      | 1              | 7 993 cm3 W16  | 1 500 ch |
| Centodieci           | 2019      | 10             | 7 993 cm3 W16  | 1 600 ch |
| Bolide               | 2024      | 40 (à venir)   | 7 993 cm3 W16  | 1 850 ch (1 600 ch pour la version de série), production lancée en 2024 |
| Mistral              | 2024      | 100 (à venir)  | 7 993 cm3 W16  | 1 600 ch, production en 2024 |
| Tourbillon           | 2026      | 250 (à venir)  | 8 300 cm3 V16  | Moteur hybride thermique et électrique de 1 800 ch. Présentée en 2024, livraisons en 2026. |